# De Vonk (jongerenorganisatie)
De Vonk is de naam van een vroegere jongerenorganisatie van de Nederlandse Socialistische Partij die vooral in Oss actief was. Ze werd opgericht nadat de SP in 1977 besloot de bestaande jongerenorganisatie Marxisties Leninistiese Jongeren (MLJ) op te heffen. De Vonk ging al gauw weer ter ziele, en pas in 1999 zou een nieuwe SP-jongerenorganisatie opgericht worden onder de naam ROOD.
In Bergen op Zoom is in 2009 onder de naam 'De Vonk' een lokale politieke jongerenpartij opgericht die op ongeveer dezelfde radicaal-linkse leest is geschoeid. Deze heeft bij de gemeenteraadsverkiezingen van 2010 1,9% van de stemmen en geen zetel behaald.